# اشيل بوتشي
اشيل بوتشي (بالإنجليزية: Achille Bocchi)‏ (و. 1488 – 1562 م) هو كاتب من، ولد في بولونيا، توفي في بولونيا، عن عمر يناهز 74 عاماً.